# يو إف سي ليلة القتال: فيلدر ضد دوس أنجوس
يو إف سي ليلة القتال: فيلدر ضد دوس أنجوس (بالإنجليزية: UFC Fight Night: Felder vs. dos Anjos)‏ هو حدث لفنون القتال المختلطة نظمته يو إف سي، أُقيم في 14 نوفمبر 2020، على يو إف سي أبيكس في إنتربرايز، نيفادا، وهي جزء من منطقة لاس فيغاس الحضرية، الولايات المتحدة.